# König-Baudouin-Preis
Der König-Baudouin-Preis für Entwicklung in Afrika (französisch Prix Roi Baudouin pour le Développement en Afrique, niederländisch Koning Boudewijnprijs voor Ontwikkeling in Afrika) ist eine Auszeichnung der belgischen König-Baudouin-Stiftung (französisch Fondation Roi Baudouin, niederländisch Koning Boudewijnstichting) mit Sitz in Brüssel und New York City. Die Stiftung wurde 1976 vom belgischen König Baudouin anlässlich seines 25. Thronjubiläums ins Leben gerufen.
Die Auszeichnung, die seit 1980 alle zwei Jahre vergeben wird und (Stand 2016)  mit 200.000 Euro dotiert ist, soll erfolgreiche Projekte auszeichnen, die von Afrikanern für Afrikaner durchgeführt werden und einen bemerkenswerten Beitrag zur Entwicklung in Afrika leisten. Ziel ist auch eine verbesserte Sichtbarkeit der Preisträger gegenüber Organisationen wie Vereinte Nationen einschließlich Unterorganisationen, Weltbank oder Europäische Union. Ein Schwerpunkt der Stiftung liegt seit einigen Jahren auf Projekten in der Demokratischen Republik Kongo und Burundi, mit dem Preis werden und wurden aber auch Projekte außerhalb Afrikas ausgezeichnet.
Der International Congress of Distinguished Awards stufte den Preis 2014 in die zweithöchste Kategorie des internationalen Prestiges ein – gemeinsam mit Auszeichnungen wie dem Crafoord-Preis, den Heineken-Preisen, den Lasker Awards, dem Pulitzer-Preis oder dem Wolf-Preis.

## Preisträger
| Jahr    | Preisträger                                                                  | Webseite                  | Land                         |
| ------- | ---------------------------------------------------------------------------- | ------------------------- | ---------------------------- |
| 1980/81 | Paulo Freire                                                                 | paulofreire.org           | Brasilien                    |
| 1980/81 | CGIAR, Consultative Group on International Agricultural Research             | cgiar.org                 |                              |
| 1982/83 | A. T. Ariyaratne für Sarvodaya                                               | sarvodaya.org             | Sri Lanka                    |
| 1984/85 | Walter Plowright                                                             |                           | Vereinigtes Königreich       |
| 1986/87 | International Foundation for Science                                         | ifs.se                    | Schweden                     |
| 1988/89 | Indian Council of Agricultural Research                                      | icar.org.in               | Indien                       |
| 1990/91 | Kagiso Trust                                                                 | kagiso.co.za              | Südafrika                    |
| 1992/93 | Grameen Bank                                                                 | grameen-bank.net          | Bangladesh                   |
| 1994/95 | TASO, The AIDS Support Organization                                          | tasouganda.org            | Uganda                       |
| 1996/97 | Movimento dos Trabalhadores Rurais Sem Terra                                 | mst.org.br                | Brasilien                    |
| 1998/99 | Asma Jilani Jahangir für Human Rights Commission of Pakistan                 | hrcp-web.org              | Pakistan                     |
| 2000/01 | FUNDECOR (Fundación para el Desarrollo de la Cordillera Volcanica Central)   | fundecor.org              | Costa Rica                   |
| 2002/03 | Fairtrade Labelling Organizations International                              | fairtrade.net             | Deutschland                  |
| 2004/05 | Ousmane Sy                                                                   |                           | Mali                         |
| 2006/07 | Front Line                                                                   | frontlinedefenders.org    | Irland                       |
| 2008/09 | KBR68H                                                                       | kbr.id                    | Indonesien                   |
| 2010/11 | Denis Mukwege                                                                | hopitaldepanzi.org        | Demokratische Republik Kongo |
| 2012/13 | Bogaletch Gebre für Kembatti Mentti Gezzima-Tope                             | kmgethiopia.org           | Äthiopien                    |
| 2014/15 | ADISCO (Appui au Développement Intégral et à la Solidarité sur les Collines) | adisco.org                | Burundi                      |
| 2016/17 | BarefootLaw                                                                  |                           | Uganda                       |
| 2016/17 | Farmerline                                                                   |                           | Ghana                        |
| 2016/17 | Kytabu                                                                       |                           | Kenia                        |
| 2018/19 | Wecyclers                                                                    | http://www.wecyclers.com/ | Lagos, Nigeria               |